# Oremburgo
Oremburgo (en ruso: Оренбург) es la capital de la óblast de Oremburgo (distrito del Volga). Desde 1938 hasta 1957, la ciudad llevó el nombre de Chkálov (Чкалов), en honor al piloto de pruebas Valeri Chkálov.

## Geografía
Oremburgo está ubicada al sur de Rusia, cerca de 1468 km al sudeste de Moscú, a 90 km de la frontera con Kazajistán en la confluencia del río Ural con el Sakmara. Es una ciudad transcontinental, ya que está situada sobre ambas riberas del río Ural, que marca la división convencional entre Europa y Asia. La mayor parte de la ciudad se encuentra en la ribera norte (Europa), pero un suburbio es asiático, al estar en la otra orilla del río.

### Clima
| Parámetros climáticos promedio de Oremburgo (normales 1991–2020, extremos 1832–presente) | Parámetros climáticos promedio de Oremburgo (normales 1991–2020, extremos 1832–presente) | Parámetros climáticos promedio de Oremburgo (normales 1991–2020, extremos 1832–presente) | Parámetros climáticos promedio de Oremburgo (normales 1991–2020, extremos 1832–presente) | Parámetros climáticos promedio de Oremburgo (normales 1991–2020, extremos 1832–presente) | Parámetros climáticos promedio de Oremburgo (normales 1991–2020, extremos 1832–presente) | Parámetros climáticos promedio de Oremburgo (normales 1991–2020, extremos 1832–presente) | Parámetros climáticos promedio de Oremburgo (normales 1991–2020, extremos 1832–presente) | Parámetros climáticos promedio de Oremburgo (normales 1991–2020, extremos 1832–presente) | Parámetros climáticos promedio de Oremburgo (normales 1991–2020, extremos 1832–presente) | Parámetros climáticos promedio de Oremburgo (normales 1991–2020, extremos 1832–presente) | Parámetros climáticos promedio de Oremburgo (normales 1991–2020, extremos 1832–presente) | Parámetros climáticos promedio de Oremburgo (normales 1991–2020, extremos 1832–presente) | Parámetros climáticos promedio de Oremburgo (normales 1991–2020, extremos 1832–presente) |
| Mes                                                                                      | Ene.                                                                                     | Feb.                                                                                     | Mar.                                                                                     | Abr.                                                                                     | May.                                                                                     | Jun.                                                                                     | Jul.                                                                                     | Ago.                                                                                     | Sep.                                                                                     | Oct.                                                                                     | Nov.                                                                                     | Dic.                                                                                     | Anual                                                                                    |
| ---------------------------------------------------------------------------------------- | ---------------------------------------------------------------------------------------- | ---------------------------------------------------------------------------------------- | ---------------------------------------------------------------------------------------- | ---------------------------------------------------------------------------------------- | ---------------------------------------------------------------------------------------- | ---------------------------------------------------------------------------------------- | ---------------------------------------------------------------------------------------- | ---------------------------------------------------------------------------------------- | ---------------------------------------------------------------------------------------- | ---------------------------------------------------------------------------------------- | ---------------------------------------------------------------------------------------- | ---------------------------------------------------------------------------------------- | ---------------------------------------------------------------------------------------- |
| Temp. máx. abs. (°C)                                                                     | 4.7                                                                                      | 5.8                                                                                      | 18.9                                                                                     | 31.3                                                                                     | 36.5                                                                                     | 40.5                                                                                     | 41.6                                                                                     | 40.9                                                                                     | 38.0                                                                                     | 27.0                                                                                     | 19.2                                                                                     | 8.1                                                                                      | 41.6                                                                                     |
| Temp. máx. media (°C)                                                                    | −8.1                                                                                     | −7.0                                                                                     | −0.2                                                                                     | 13.6                                                                                     | 22.7                                                                                     | 27.4                                                                                     | 29.3                                                                                     | 28.1                                                                                     | 21.0                                                                                     | 11.8                                                                                     | 0.8                                                                                      | −6.1                                                                                     | 11.1                                                                                     |
| Temp. media (°C)                                                                         | −11.8                                                                                    | −11.3                                                                                    | -4.4                                                                                     | 7.2                                                                                      | 15.9                                                                                     | 20.6                                                                                     | 22.5                                                                                     | 20.9                                                                                     | 14.2                                                                                     | 6.4                                                                                      | -2.7                                                                                     | -9.6                                                                                     | 5.7                                                                                      |
| Temp. mín. media (°C)                                                                    | −15.4                                                                                    | −15.4                                                                                    | -8.4                                                                                     | 2.1                                                                                      | 9.0                                                                                      | 13.7                                                                                     | 15.6                                                                                     | 13.9                                                                                     | 8.0                                                                                      | 1.9                                                                                      | -5.7                                                                                     | −13.1                                                                                    | 0.5                                                                                      |
| Temp. mín. abs. (°C)                                                                     | −43.2                                                                                    | −40.1                                                                                    | −36.8                                                                                    | −26.0                                                                                    | −5.7                                                                                     | −0.7                                                                                     | 4.9                                                                                      | −1.0                                                                                     | −5.3                                                                                     | −19.8                                                                                    | −35.7                                                                                    | −39.2                                                                                    | −43.2                                                                                    |
| Precipitación total (mm)                                                                 | 29                                                                                       | 24                                                                                       | 26                                                                                       | 27                                                                                       | 31                                                                                       | 34                                                                                       | 42                                                                                       | 22                                                                                       | 26                                                                                       | 33                                                                                       | 29                                                                                       | 31                                                                                       | 354                                                                                      |
| Días de lluvias (≥ 1 mm)                                                                 | 4                                                                                        | 3                                                                                        | 6                                                                                        | 11                                                                                       | 15                                                                                       | 15                                                                                       | 14                                                                                       | 13                                                                                       | 13                                                                                       | 14                                                                                       | 11                                                                                       | 6                                                                                        | 125                                                                                      |
| Días de nevadas (≥ 1 mm)                                                                 | 23                                                                                       | 20                                                                                       | 13                                                                                       | 4                                                                                        | 0.2                                                                                      | 0                                                                                        | 0                                                                                        | 0                                                                                        | 0.3                                                                                      | 4                                                                                        | 15                                                                                       | 21                                                                                       | 101                                                                                      |
| Horas de sol                                                                             | 76                                                                                       | 118                                                                                      | 158                                                                                      | 224                                                                                      | 307                                                                                      | 307                                                                                      | 330                                                                                      | 286                                                                                      | 212                                                                                      | 126                                                                                      | 63                                                                                       | 62                                                                                       | 2269                                                                                     |
| Humedad relativa (%)                                                                     | 80                                                                                       | 78                                                                                       | 79                                                                                       | 65                                                                                       | 53                                                                                       | 55                                                                                       | 57                                                                                       | 57                                                                                       | 60                                                                                       | 70                                                                                       | 81                                                                                       | 81                                                                                       | 68                                                                                       |
| Fuente n.º 1: Pogoda.ru.net                                                              |                                                                                          |                                                                                          |                                                                                          |                                                                                          |                                                                                          |                                                                                          |                                                                                          |                                                                                          |                                                                                          |                                                                                          |                                                                                          |                                                                                          |                                                                                          |
| Fuente n.º 2: NOAA (horas de sol 1961–1990)                                              |                                                                                          |                                                                                          |                                                                                          |                                                                                          |                                                                                          |                                                                                          |                                                                                          |                                                                                          |                                                                                          |                                                                                          |                                                                                          |                                                                                          |                                                                                          |

## Historia
El Imperio ruso comenzó a planificar la construcción de una ciudad-fortaleza en la frontera oriental del país, en la región de los Urales del sur, denominada Oremburgo en 1734. Los colonos fundaron originalmente una colonia en 1735 en la confluencia de los ríos Ural y Or. El nombre de la ciudad significa "fortaleza del Or"; Burgo es un germanismo que quiere decir "fortaleza". Este asentamiento en 1739 cambió de nombre a Orsk. Una tentativa fallida de fundar otra Oremburgo (actual Krasnogar, en ruso "colina roja") en 1741, tampoco resultó. Un tercer Oremburgo fue establecido con éxito en 1743 por Iván Nepliúyev en su actual emplazamiento, distante 250 km al oeste de Orsk avanzando por el río Ural.
Este tercer emplazamiento de Oremburgo funcionó como un importante puesto de avanzada militar en la frontera con los nómadas kazajos. Llegó a ser el centro de los Cosacos de Oremburgo. Después de la incorporación del Asia Central al Imperio ruso, Oremburgo se convirtió en centro de comercio y en un prominente nudo ferroviario en la ruta a las nuevas posesiones en el Asia Central y en Siberia.
Oremburgo jugó un papel clave en la rebelión del cosaco Yemelián Pugachov (1773-1774).
El famoso escritor ruso Aleksandr Pushkin visitó Oremburgo en 1833.
Oremburgo ofició de capital de la República Socialista Soviética Autónoma Kirguiza (Киргизская Автономная Социалистическая Советская Республика), actualmente en Kazajistán) desde 1920 hasta 1925.

## Demografía
| Gráfica de evolución de Oremburgo entre 1811 y 2020 |
|                                                     |

## Transporte
Oremburgo es el punto de partida del Ferrocarril Trans-Aral.

## Oremburgueses célebres

### Nacidos en Oremburgo (Chkálov)
- Gueorgui Malenkov político soviético.
- Denis Istomin tenista uzbeco.
- Garri Bardin productor ruso.
- Alexander Schmorell santo mártir para la Iglesia ortodoxa rusa, fundador del grupo de resistencia alemana antinazi Rosa Blanca.
- Svetlana Ziman botánica (1936-).
- Valentina Gagárina (1935-2020) enfermera, bioquímica, escritora y la esposa de la primera persona en viajar al espacio, Yuri Gagarin.

### Residentes en Oremburgo
- Yuri Gagarin cosmonauta soviético.
- Mstislav Rostropóvich músico ruso.
- Joseph Kessel novelista francés.
- Aleksander Burba el primer Rector (fundador) del Instituto Politécnico de Oremburgo.
- Víctor Serge revolucionario y escritor franco-ruso.

## Ciudades hermanadas
- Oral - Kazajistán